# Ceratinia hopfferi
Ceratinia hopfferi är en fjärilsart som beskrevs av Gustav Weymer 1899. Ceratinia hopfferi ingår i släktet Ceratinia och familjen praktfjärilar. Inga underarter finns listade i Catalogue of Life.